# Johannes Ludwig
Johannes Ludwig, född 14 februari 1986 i Suhl, är en tysk rodelåkare.
Ludwig vann en guldmedalj i lagtävlingen samt en bronsmedalj i singelåkningen vid de olympiska vinterspelen 2018 i Pyeongchang. Han har dessutom en bronsmedalj från världsmästerskapet 2013 samt en guldmedalj (lagtävling) från världsmästerskapet 2017.
I världscupen i rodel var hans främste placering en femte plats (säsonger 2011/2012, 2016/2017).